# داگستانسکیه اوگنی
شهر داگستانسکیه اوگنی (به روسی: Дагестанские Огни) در کشور روسیه و در جمهوری داغستان واقع شده‌است.